# Viktor Kolotov
Viktor Michailovitsj Kolotov (Russisch: Виктор Михайлович Колотов) (Joedino, Tataarse ASSR, 3 juli 1949 –  Kiev, 3 januari 2000) was een profvoetballer uit de Sovjet-Unie.

## Biografie
Nadat hij zijn carrière begon bij kleinere clubs maakte hij in 1969 de overstap naar Roebin Kazan, dat in deze tijd echter ook geen hoogvlieger was en in 1971 trok hij naar Dinamo Kiev, waar hij de rest van zijn carrière bleef. Met deze club won hij zes keer de landstitel en twee keer de beker. In 1975 won hij ook de Europacup II en de Super Cup.
Hij speelde ook acht jaar voor het nationale elftal en werd Europees vicekampioen in 1972. Hij won in 1972 en 1976 ook een bronzen medaille op de Olympische spelen.